# Districtul Sebdou
Sebdou este un district din provincia Tlemcen, Algeria.